# Maj-Britt Bæhrendtz
Maj-Britt Gabriella Bæhrendtz, född Pohlmer den 23 maj 1916 i Strängnäs, död 15 juli 2018 i Nacka, var en svensk journalist och författare.
Hon gifte sig 1943 med Nils Erik Bæhrendtz, som avled 2002. Maj-Britt Baehrendtz var fil. mag.
Maj-Britt Bæhrendtz var sommarvärd i Sommar i P1 vid flera tillfällen 1964. Hon är gravsatt i minneslunden på Nacka norra kyrkogård.